# Adam’s Song
Adam’s Song – piosenka amerykańskiego pop punkowego zespołu Blink-182 pochodząca z ich trzeciego albumu Enema of the State. Album w dużej mierze przyczynił się do sukcesu grupy.
Piosenka była wydana 5 września 2000 jako trzeci i ostatni singiel z albumu po „What’s My Age Again?” i „All the Small Things”.
„Adam’s Song” jest jednym z pięciu utworów zespołu, który osiągnął pierwsze miejsce na liście Modern Rock Tracks amerykańskiego magazynu muzycznego Billboard. Wokalistą wykonującym utwór jest Mark Hoppus.
Piosenka jest powszechnie uważana za pierwszy „poważny” i spokojny utwór w repertuarze zespołu. Na płycie znajduje się między chwytliwymi i szybkimi piosenkami „Dysentery Gary” i „All the Small Things”.
Tematyką tekstu jest depresja i samobójstwo. W utworze można zauważyć odejście od humorystycznego, czasem nawet wulgarnego charakteru obecnego w większości utworów albumu.
Aranżacja piosenki również odbiega od pozostałej twórczości. W szczególności przesunięcie partii instrumentalnych.
Zwrotki grane są na gitarze wyciszonymi akordami, przy akompaniamencie relatywnie zwykłej linii basu.
W refrenie natomiast gitara gra dźwięki oktawy, podczas gdy bas przenosi akordy gry.
Kompozycja porównywalna jest do ich późniejszego utworu „Stay Together for the Kids” (zajmującego się kwestią rozbitych rodzin) z ich czwartego albumu studyjnego pt. Take Off Your Pants and Jacket,.
Videoclip do piosenki jest melancholijnym montażem fragmentów z przeszłości zespołu, ukazującym fotografie z dzieciństwa podczas gry w starym magazynie.
Później ten sam motyw został przez zespół użyty, do autoparodii w Man Overboard
Piosenka wywołała poruszenie, gdy w 2000 roku 17 letni Greg Barnes, po wcześniejszym ustawieniu ciągłego powtarzania piosenki na swoim odtwarzaczu stereo, powiesił się w garażu swojego rodzinnego domu. Nastolatek był jednym z ocalałych, po Masakrze w Columbine High School